# 1911년 의회법
1911년 의회법(1 & 2 Geo. 5. c. 13)은 영국 의회의 법이다. 이는 헌법적으로 중요하며, 영국 하원과 영국 상원이라는 두 의회의 관계를 부분적으로 규정한다. 1949년 의회법은 1911년 의회법과 1949년 의회법이 그 효력에 있어 "하나로" 해석되어야 하며, 두 법은 1911년 및 1949년 의회법으로 함께 인용될 수 있다고 규정한다.
이 법은 상원의 예산안에 대한 거부권을 완전히 제거하고, 다른 공공 법안에 대한 거부권을 최대 2년(1949년 의회법은 이를 1년으로 단축)까지 지연시킬 수 있는 권한으로 대체했다. 또한 의회의 최대 임기를 7년(1716년 7년 의회법으로 정해진 바)에서 5년으로 단축했다.
1909년 인민예산에 대한 상원의 거부 이후, 하원은 관례를 깨고 법안에 반대한 상원에 대한 공식적인 우위를 확립하고자 했다. 예산은 결국 하원의 민주적 위임이 1910년 1월 총선을 통해 확인된 후 상원에서 통과되었다. 예산 문제의 재발을 막기 위한 다음 의회법은 상원에서도 광범위하게 반대되었고, 특히 제안된 법안이 아일랜드 자치법 통과에 적용될 가능성 때문에 당파 간 논의는 실패했다. 12월 두 번째 총선 후, 보수당이 다수를 차지한 상원을 많은 새로운 자유당 의원들을 만들어 극복할 수 있다는 정부의 위협으로 상원이 양보한 후, 법안은 군주 조지 5세의 재가를 받아 통과되었다.

## 배경
1911년 의회법 이전에는 군주가 추가적인 귀족을 임명하는 것 외에는 양원 간의 이견을 해결할 방법이 없었다. 앤 여왕은 1713년 위트레흐트 조약 통과를 위해 12명의 토리당 귀족을 임명했다. 1832년 선거법 개정은 상원이 반대를 철회했을 때 통과되었다. 윌리엄 4세 국왕은 총리 그레이 백작의 요청으로 80명의 새로운 귀족을 임명하겠다고 위협했었다. 이는 국민이 하원 뒤에 있을 때 상원이 양보해야 한다는 비공식적인 관례를 만들었다. 예를 들어, 1830년대부터 두 주요 정당 간의 주요 쟁점이었던 아일랜드 교회 폐지는 빅토리아 여왕이 개입하고 W. E. 글래드스턴이 이 문제로 1868년 총선에서 승리한 후 1869년 상원에서 통과되었다. 그러나 실제로는 이는 상원에게 그러한 대중의 지지가 있음을 요구하고 총선 시기를 결정할 권리를 주었다.
하원만이 군주가 요구할 수 있는 자원을 결정할 권리가 있으므로, 상원은 예산안을 수정할 수 없다는 것이 지배적인 견해였다. 그러나 이것이 상원이 그러한 법안을 완전히 거부하는 것을 막지는 못했다. 1860년, 종이 세금의 폐지와 함께 모든 예산안이 단일 예산으로 통합되었다. 이는 상원이 개별 구성 요소를 거부할 수 있는 능력을 박탈했으며, 전체 예산을 부결시키는 전망은 겉으로는 불쾌해 보였다. 1909년에야 이 가능성이 현실이 되었다. 법 이전에 상원은 법률에 대해 하원과 동등한 권리를 가졌지만, 관례상 재정 조치에 대한 거부권을 행사하지 않았다.
1886년 자유당 분열 이후 상원에는 압도적인 보수당-자유연합당 다수가 존재했다. 자유당이 상당한 대중적 지지를 얻어 중요한 복지 개혁을 추진하려고 시도하면서, 양원 관계에서 문제가 발생할 것이 확실해 보였다. 1906년에서 1909년 사이에 여러 중요한 조치들이 상당히 약화되거나 완전히 거부되었다. 예를 들어, 어거스틴 비렐은 1902년 교육법에서 발생한 비국교도들의 불만을 해결하기 위한 1906년 교육 법안을 도입했으나, 상원에 의해 수정되어 사실상 다른 법안이 되자 하원은 이를 철회했다. 이는 1907년 6월 26일, 자유당 총리 헨리 캠벨배너먼이 상원의 권한을 축소해야 한다고 선언하는 하원 결의안으로 이어졌다. 1909년, 선거를 강제하기를 바라면서, 상원은 데이비드 로이드 조지가 제시한 정부 예산(이른바 "인민예산")에 기반한 재정 법안을 350대 75로 부결시켰다. 이 조치는 하원에 따르면 "헌법 위반이자 하원의 권리 침해"였다. 상원은 법안이 국민의 의지를 대변한다는 하원의 주장을 투표로 입증할 것을 제안했다. 자유당 정부는 1910년 1월 총선을 통해 이를 실행하고자 했다. 하원 내 자유당 의석은 급격히 줄었지만, 상당수의 아일랜드 의회당 (IPP) 및 노동당 의원들의 도움으로 당은 다수를 유지했다. IPP는 상원의 지속적인 권한이 아일랜드 자치법 확보 전망에 해롭다고 보았다. 선거 후 상원은 (정부가 다시 제출한) 예산에 대해 양보했고, 하원 투표 다음 날인 4월 28일 상원을 통과했다.

## 통과

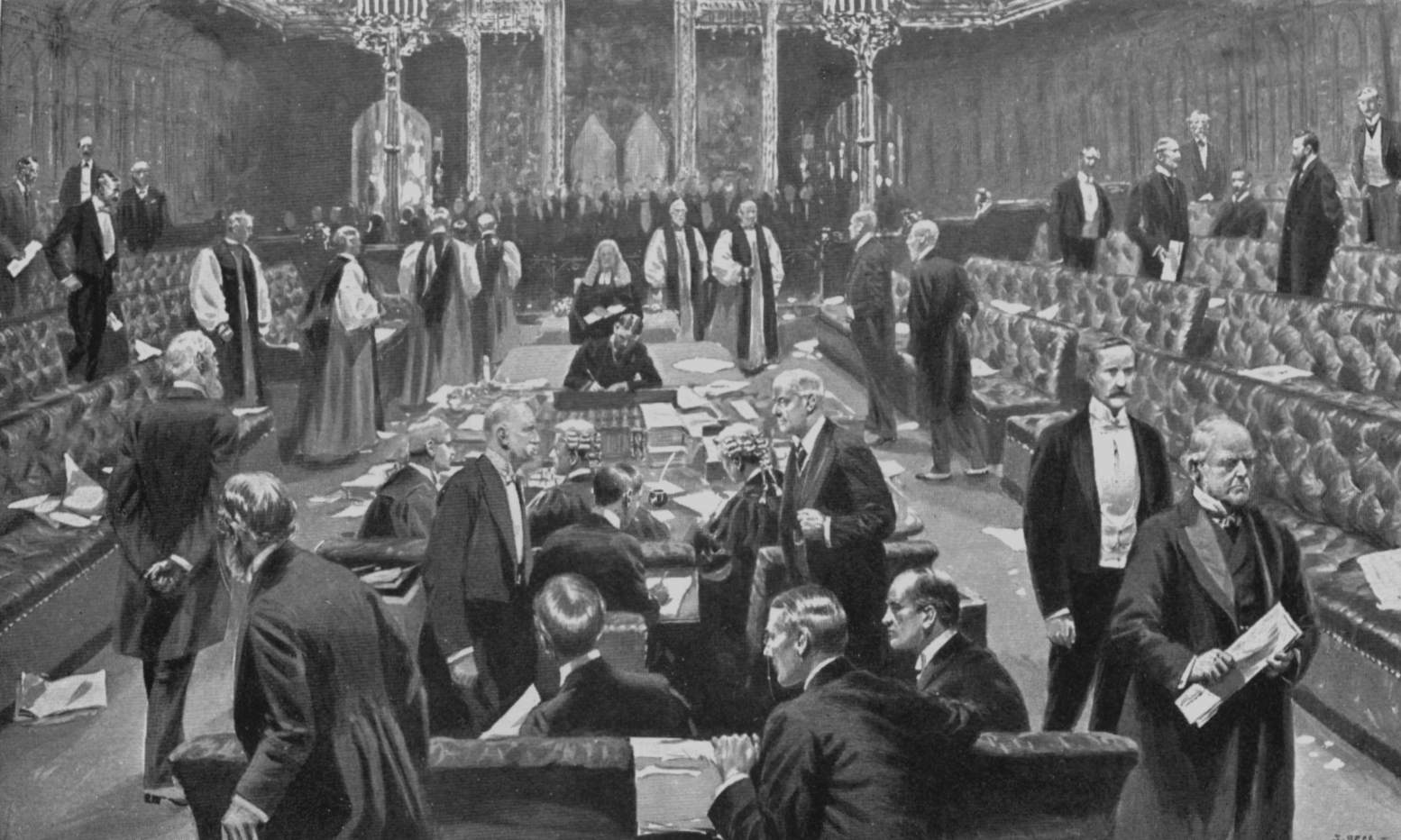
새뮤얼 베그가 1911년 상원에서 의회 법안이 통과되는 모습을 묘사한 작품

상원은 이제 아일랜드 민족주의자들로부터 상당한 지지를 받는 의회법의 가능성에 직면했다. 자유당 정부와 연합주의 반대파 의원들 간의 일련의 회담이 합의되었다. 6월 16일부터 11월 10일까지 스물한 차례의 회의가 열렸다. 논의에서는 다양한 제안이 고려되었는데, 초기에는 재정 법안과 하원과 상원의 합동 회의를 통해 논란이 되는 분야에서 하원의 우위를 강제하는 방안에 합의가 이루어졌다. 상원 의원 수는 제한되어 하원이 50명 이상의 자유당 다수를 확보하면 상원을 압도할 수 있도록 했다. 그러나 아일랜드 자치 문제는 주요 쟁점이었는데, 연합주의자들은 "헌법적" 또는 "구조적" 법안에 대한 일반적인 예외를 통해 그러한 법을 의회법 절차에서 제외시키려 했다. 자유당은 군주제 및 개신교 승계와 관련된 법안에 대한 예외는 지지했지만, 자치에는 반대했다. 11월 10일, 논의는 실패로 선언되었다.
정부는 의회법이 통과되지 않으면 또 다른 해산을 위협했고, 상원의 반대가 줄어들지 않자 위협을 실행에 옮겼다. 1910년 12월 총선은 1월과 거의 변화가 없었다. 두 번째 의회 해산은 이제 에드워드 7세의 뜻에 반했던 것으로 보인다. 에드워드 7세는 위기가 진행 중이던 1910년 5월에 사망했다. 그의 후계자인 조지 5세는 충분한 귀족을 임명할 용의가 있는지 질문을 받았는데, 그는 문제가 발생할 경우에만 그렇게 하겠다고 답했다. 이는 400명 이상의 새로운 자유당 귀족을 임명해야 하는 것을 의미했을 것이다. 그러나 국왕은 법안이 상원에 의해 최소 한 번은 거부되어야 자신이 개입할 것이라고 요구했다. 상원이 제출한 두 가지 수정안은 하원에 의해 거부되었고, 법안에 대한 반대는 줄어들 기미를 보이지 않았다. 이는 H. H. 애스퀴스가 충분한 새로운 귀족을 임명하여 상원의 다수를 극복하려는 국왕의 의도를 선언하게 했다. 법안은 마침내 1911년 8월 11일, 상원에서 131대 114, 즉 17표 차이로 통과되었다. 이는 많은 수의 기권을 반영한 것이었다.

## 조항
유명한 내각 구성원인 에드워드 그레이 경의 요청에 따라, 전문에는 다음 문구가 포함되었다.
현재 존재하는 상원을 세습제가 아닌 대중적 기반으로 구성된 상원으로 대체할 의도가 있지만, 그러한 대체는 즉시 시행될 수 없다— 1911년 의회법, 전문

이 법의 장제목은 "하원과 관련하여 상원의 권한에 대한 규정을 마련하고 의회의 기간을 제한하는 법"이었다. 제8조는 약칭을 "1911년 의회법"으로 정의했다.
이 법안은 또한 영국 하원과 영국 상원의 관계를 새로운 기반 위에 놓으려는 시도였다. 예산안이라는 직접적인 문제 외에도, 상원이 계속 보유할 권한이 어떻게 사용될지에 대한 새로운 관례를 설정했다. 그러나 상원의 구성은 변경하지 않았다.
상원은 예산안을 한 달 동안만 지연시킬 수 있었는데, 이는 사실상 상원의 해당 권한을 종식시켰다. 예산안은 조세의 부과, 폐지, 감면, 변경 또는 규제; 채무 지불 또는 기타 재정 목적을 위한 통합 기금 또는 의회에서 제공된 자금에 대한 부과, 또는 그러한 부과의 변경 또는 폐지; 공급; 공공 자금의 할당, 수령, 보관, 발행 또는 감사 계정; 그리고 대출 또는 그 상환의 조달 또는 보증만을 다루는 모든 공공 법안으로 정의되었다. 그러나 이는 지역 세금이나 유사한 조치를 포함하지 않았다. 일부 재정 법안은 이 기준에 해당하지 않았지만, 통합 기금 및 예산 할당 법안은 해당되었다. 영국 하원 의장은 법안이 예산안임을 증명해야 했고, 의장 증명서로 이를 승인해야 했다. 지역 정부 재정법 1988은 지역 주민세를 도입했지만 예산안으로 증명되지 않아 상원에 의해 심의되었다. 재정 법안은 예산안으로 간주되지 않지만, 재정 법안 중 조세 또는 지출을 다루는 부분(단독 법안일 경우 예산안에 해당)은 질문을 받지 않는 것이 관례이다.
다른 공공 법안은 더 이상 거부할 수 없었고, 대신 최대 2년까지 지연될 수 있었다. 이 2년의 기간은 의회 임기 4년차 또는 5년차에 도입된 법안이 다음 선거 이후까지 지연될 수 있음을 의미했으며, 이는 법안 통과를 막는 효과적인 조치가 될 수 있었다. 구체적으로는 첫 번째 회기에서 하원에서의 2차 독회와 세 번째 회기에서 하원에서의 법안 통과 사이에 2년이 경과해야 했다. 의장은 또한 법안의 조건이 준수되었음을 증명해야 한다. 두 번 거부된 법안이 동일한 법안임을 보장하기 위한 상당한 제약이 있다. 1911년 법은 상원의 동의 없이는 의회 임기를 연장할 수 없음을 명확히 했다.
의회는 1716년 7년 의회법에 따라 최대 7년으로 제한되었으나, 1911년 의회법은 7년 의회법을 개정하여 의회 임기를 선거 후 첫 의회 개회일부터 5년으로 제한했다. 실제로 이 제한 때문에 선거가 절대적으로 강제된 적은 없었다. 7년 의회법이 2011년 고정임기 의회법에 의해 폐지되기 전까지 모든 의회는 총리의 요청에 따라 군주에 의해 대권으로 해산되었다. 개정된 7년 의회법의 5년 최대 기간은 의회의 존속 기간을 의미하며, 총선 간의 간격을 의미하지 않았다. 예를 들어, 2010년 영국 총선은 2005년 영국 총선 후 5년 1일 만에 치러졌고, 1992년 영국 총선은 1992년 4월 9일에 치러졌으며 다음 총선은 1997년 5월 1일까지 열리지 않았다. 의회 임기 최대 길이 단축은 하원에 부여된 새로운 권한에 대한 균형추로 여겨졌다. 반면 2011년 고정임기 의회법은 5년마다 총선을 요구했으며 (2017년과 같이 더 일찍 소집되지 않는 한), 특정 법적 절차에 의해서만 의회의 조기 해산을 허용했다. 이 법은 2022년에 폐지되어 왕실 특권 하에 이전의 해산 시스템이 복원되었다.

## 결과
상원은 거부권이 없는 예산안에 대해 계속해서 수정안을 제시했으며, 여러 경우에 이러한 수정안은 하원에 의해 수용되었다. 여기에는 1925년 중국 배상법과 1947년 연안 어업 산업법이 포함된다. 상원의 현재 임시 거부권 행사는 법안에 대한 강력한 견제 장치로 남아 있다.
이는 이전에 상원의 거부권 위협을 받았던 1914년 아일랜드 정부법과 관련하여 사용되었으나, 이제 그 위협은 제거되었다. 얼스터 개신교도들은 법안 통과에 강력히 반대했다. 그러나 제1차 세계 대전 발발로 인해 1914년 아일랜드 정부법은 시행되지 않았다. 1911년 의회법에 대한 개정은 제1차 세계 대전 발발로 인해 1910년 의회의 임기를 연장하기 위해 이루어졌으며, 제2차 세계 대전으로 인해 1935년 의회의 임기도 연장되었다. 이 개정은 5년마다 총선을 치러야 하는 요건에 특별 예외를 두었다.
의회법의 규정에 따라 상원의 동의 없이 통과된 법안은 여전히 본법으로 간주된다. 즉, 완전히 유효한 의회법이다. 이러한 중요성은 1949년 의회법의 적법성이 의문시되었던 Jackson v Attorney General 사건에서 강조되었다. 이 소송은 1911년 의회법이 의회 전체에서 하원으로 권한을 위임했으며, 따라서 1949년 의회법은 본법이 아닌 위임된 법이라고 주장했다. 만약 그렇다면, 하원은 상원의 직접적인 허가 없이는 1949년 의회법을 통해 자체 권한을 더 이상 늘릴 수 없었을 것이다. 1911년 법에 따라 통과되었으므로, 1949년 법은 필요한 상원의 동의를 받은 적이 없었다. 그러나 상원 사법위원회는 1911년 법이 주로 하원에 권한을 부여하는 것이 아니라, 상원이 법안을 거부할 수 있는 능력을 제한하는 것, 즉 의회 전체가 법안을 제정하는 절차를 변경하는 목적을 가졌다고 판단했다. 따라서 1949년 법은 합법적으로 제정되었다. 이 판결은 또한 이 법을 사용하여 상원을 폐지하려는 노력(주요 헌법 변화)이 성공할 수 있음을 의미하는 것으로 보이지만, 이 문제는 판결에서 직접적으로 다루어지지 않았다.

## 분석
1911년 의회법은 영국 헌법의 맥락에서 볼 수 있다. 성문 헌법을 만드는 대신, 의회는 위기에 대응하여 통상적인 채널을 통해 입법을 선택했다. 이는 불문 규칙을 법전화하고 전체 정부를 재건하는 추가적인 문제를 피한 실용적인 대응이었다. 이는 일반적으로 "헌법적 중요성"을 가진 법령으로 간주되며, 이는 나중의 법률이 이를 변경할 수 있는지 여부와 변경 절차에 대해 의회와 법원에서 비공식적인 우선권을 부여한다.
또한 헌법적 관습 논의에서도 언급된다. 상원의 역할에 관한 관습을 대체했지만, 여러 다른 관습에도 의존한다. 제1조 (1)항은 예산안이 상원에서 발생하지 않는 경우에만 의미가 있으며, 제2조 (1)항의 규정은 공공 법안에 대한 절차가 단일 회기 내에 완료되는 경우에만 적용되고, 그렇지 않으면 실패하고 절차를 다시 거쳐야 한다.

## 같이 보기
- 영국 상원의 동의 없이 제정된 영국 의회법 목록

### 판례
1. ↑  Jackson v Attorney General, UKHL 56, [2005] 4 All ER 1253.

### 인용
1. ↑  The Parliament Act 1949, section 2(2). Digitised copy from the UK Statute Law Database. Accessed on 2 December 2011.
2. 1 2 3 4 5 6 7  Bradley, Ewing (2007). p. 203.
3. ↑  Magnus 1964, p540
4. 1 2 3  Keir (1938). p. 477.
5. ↑  Barnett (2002). p. 535.
6. 1 2 3 4 5 6 7  Jackson, Leopold (2001). p. 168.
7. ↑  Havighurst, Alfred F., Britain in Transition: The Twentieth Century, University of Chicago Press, 1985, pp. 89–90: see  Internet Archive
8. ↑  McKechnie, The Reform of the House of Lords p. 2
9. ↑  Magnus 1964, p. 534
10. ↑  Ensor (1952). p. 417.
11. ↑  Ensor (1952). p. 420.
12. 1 2  Ensor (1952). p. 422.
13. 1 2 3  Ensor (1952). p. 423.
14. ↑  Keir (1938). pp. 477–478.
15. 1 2 3 4 5  Bradley, Ewing (2007). p. 204.
16. 1 2  Keir (1938). p. 478.
17. ↑  Joint Committee (2002). Section 6.
18. ↑  Jackson, Leopold (2001). p. 169.
19. 1 2  “Parliament Act 1911: Introduction”. 《legislation.gov.uk》. 2011년 9월 25일에 확인함.
20. ↑  Ensor (1952). pp. 419–420.
21. ↑  “Parliament Act 1911: Section 8”, 《legislation.gov.uk》 (The National Archives), c. 13  (s. 8)
22. ↑  Bradley, Ewing (2007). p. 27.
23. 1 2  Joint Committee (2002). Section 7.
24. ↑  “Parliament Act 1911: Section 1”, 《legislation.gov.uk》 (The National Archives), c. 13  (s. 1)
25. 1 2  Barnett (2002). p. 536.
26. ↑  Barnett (2002). p. 494–495.
27. ↑  Bradley, Ewing (2007). p. 205.
28. 1 2 3  Bradley, Ewing (2007). p. 68.
29. ↑  Bradley, Ewing (2007). pp. 187–188.
30. ↑  Bradley & Ewing (2007), 153쪽.
31. ↑  Bradley, Ewing (2007). p. 40.
32. ↑  Bradley, Ewing (2007). p. 57.
33. 1 2  Barnett, Jago (2011). p. 445.
34. ↑  Bradley, Ewing (2007). p. 74.
35. ↑  Bradley, Ewing (2007). pp. 5–6.
36. ↑  Bradley, Ewing (2007). pp. 15–16.
37. ↑  Jaconelli, Joseph (2005). 《Do Constitutional Conventions Bind?》 (PDF). 《Cambridge Law Journal》 64. 149쪽. doi:10.1017/s0008197305006823. S2CID 53581372.

### 참고문헌
- Barnett, Hilaire (2002). 《Constitutional and Administrative Law》 3판. London: Cavendish Pub Ltd. ISBN 978-1-85941-721-8.
- Barnett, Hilaire; Jago, Robert (2011). 《Constitutional & Administrative Law》 8판. New York: 테일러 앤드 프랜시스. ISBN 978-0-415-57881-3.
- Bradley, A.W.; Ewing, K.D. (2007). 《Constitutional and Administrative Law》 14판. Harlow, UK: Longman. ISBN 978-1-4058-1207-8.
- Ensor, R.C.K. (1952). 《England 1870–1914》. The Oxford History of England. Oxford: Clarendon Press. OCLC 5079147.
- Jackson, Paul; Leopold, Patricia (2001). 《O. Hood Phillips & Jackson: Constitutional and Administrative Law》 8판. London: Sweet and Maxwell. ISBN 978-0-421-57480-9.
- {{서적 인용|last=Keir |first=David L. |title=The Constitutional History of Modern Britain |url=https://archive.org/details/constitutionalhi0000keir |url-access=registration |publisher=A & C Black |location=